# Krok do sławy 2
Krok do sławy 2 (ang. Stomp the Yard 2: Homecoming) – amerykański film fabularny z 2010, sequel filmu Krok do sławy z 2007.

## Fabuła
Tancerz Chance wstępuje do bractwa. Pogodzenie tańca z pracą w restauracji ojca jest dla niego bardzo trudne. Do tego zdobywa wroga z konkurencyjnego zespołu.

## Obsada
- Columbus Short jako DJ Williams
- Collins Pennie jako Chance Harris
- Pooch Hall jako Dane
- Joshua Walker jako Joe
- Tika Sumpter jako Nikki
- Stephen Boss jako Taz
- Terrence J jako Ty
- Kiely Williams jako Brenda
- Jasmine Guy jako Janice
- David Banner jako Jay
- Keith David jako Terry Harris
- Teyana Taylor jako Rena
- Teairra Monroe jako Brooke
- Lamar Stewart jako Wynn
- Tyler Nelson jako Bryce
- Babbal Kumar jako Czarny tancerz
- Terrence Polite jako Roy
- Rickey Smiley jako on sam
- George "Gee" Alexander jako Craig "C-Killa"

## Utwory
1. Don't Get Caught Slippin' - Ace Hood
2. Go (Time To Get) - Get Cool
3. Bounce - John-John
4. Evil - Jasper Sawyer
5. We Got 'Em - Mr. Robotic
6. Here To Party - Classic
7. College Chicks - G-Side
8. Get Ya Money Up - Short Dawg
9. Nervous - John Forté
10. Third Degree - Rae wraz z Basko i Nomadik
11. Rock Yo Body - Will Wreck wraz z Clout Cartel
12. I'm Grown - Get Cool
13. To The Top - B Double E
14. Stomp Score Suite - Todd Bozung